# Весна Законовић Арежина
Весна Законовић Арежина (Ниш, 6. март 1980) српска је новинарка, радио и ТВ водитељка писац и блогерка. Ауторка је и водитељка емисије „Са Весном на ТИ” на Националном Радију С. Осим посла радио водитеља и писца опробала се и у музици, као певачица, композитор и текстописац. Живи и ради у Београду.

## Биографија
Весна Законовић је рођена 6. марта 1980. у Нишу, где је завршила основну школу и гимназију „Бора Станковић”, језички смер. Студирала је на Факултету политичких наука Универзитета у Београду.

## Професионална биографија
Послом радијског водитеља Весна се бави се од 1997. године. Још као гимназијалка водила је емисије на нишком радију Бел Ами. Уређивала је и водила и телевизијске емисије. Као аутор и продуцент потписала је ТВ магазин Инсајд (Inside), који се емитовао на регионалним телевизијама широм бивше СФРЈ.
Била је ПР телевизије Балканмедиа, након тога кабловског канала Свет плус и данас продуцентског тима Атеље Траг.
Аутор је и водитељ емисије „Са Весном на ТИ” на Националном радију С.

## Каријера писца
Весна за себе каже да је писац по рођењу, а новинар по опредељењу. До сада је написала пет књига.

### Дечја литература
- Одрастање са Максимом : здрава ужина (сликовница, Вулкан издаваштво, 2017)
- сценаријо за популарни цртани филм Максимове авантуре који се емитовао на РТС 1 2016. године[5]

## Музичар и текстописац
Осим у новинарству и књижевности, Весна се опробала и у музици, као композитор и текстописац. Имала је свој новинарски бенд Спикерси. Наступали су на фестивалима у Будви и Херцег Новом (2005 и 2006)
Писала је текстове и компоновала за Гоцу Тржан („Кад пред очима се смрачи”, „Плави рам”) Creative band („Пробај ме”, „Пречица за бол”), Милоша Жикића („Само хир”).
Године 1999. се, под псеудонимом Veve Da Queen, као гост појавила у неколико песама на албуму Вуду Попаја Епопеја 2

## Друштвена одговорност
Године 2016. Весна је на Фејсбуку покренула акцију „Добре виле и матурске хаљине” са циљем да девојке којима више не требају матурске хаљине исте поклоне оним девојкама које себи не могу да их приуште.